# Japanische Formel-4-Meisterschaft
Die japanische Formel-4-Meisterschaft (offiziell F4 Japanese Championship certified by FIA) ist eine Automobilrennserie nach dem FIA-Formel-4-Reglement in Japan. Die japanische Formel-4-Meisterschaft wurde erstmals 2015 ausgetragen. Die Meisterschaft wird von GTA veranstaltet.
Die japanische Formel-4-Meisterschaft ist nicht mit der JAF Japan Formula 4 identisch und die einzige FIA-zertifizierte Formel-4-Meisterschaft Japans.

## Geschichte
Nachdem die FIA 2013 die Einführung eines Formel-4-Reglements beschlossen hatte, entschied der Rennveranstalter GTA, die japanische Formel-4-Meisterschaft ab 2015 auszutragen. Die japanische Formel-4-Meisterschaft findet an Rennwochenenden der japanischen GT-Rennserie Super GT statt. Beide Meisterschaften werden von GTA organisiert.

## Sportliches Reglement

### Ablauf des Rennwochenendes
Es gibt zwei Rennen mit je einem Qualifying.

### Punkteverteilung
Die Punktewertung orientiert sich am aktuellen Punktesystem der Formel 1. Somit erhält der Sieger eines Rennens 25, der Zweite 18, der Dritte 15 Punkte bis hin zum Zehntplatzierten, welcher den letzten Punkt erhält. Es werden keine Zusatzpunkte für die Pole-Position oder die schnellste Rennrunde verteilt. In die Teamwertung fließt der beste Rennfahrer pro Rennen ein.
| Punkteverteilung | Punkteverteilung | Punkteverteilung | Punkteverteilung | Punkteverteilung | Punkteverteilung | Punkteverteilung | Punkteverteilung | Punkteverteilung | Punkteverteilung | Punkteverteilung | Punkteverteilung | Punkteverteilung |
| ---------------- | ---------------- | ---------------- | ---------------- | ---------------- | ---------------- | ---------------- | ---------------- | ---------------- | ---------------- | ---------------- | ---------------- | ---------------- |
| Platz            | 1                | 2                | 3                | 4                | 5                | 6                | 7                | 8                | 9                | 10               | PP               | SR               |
| Punkte           | 25               | 18               | 15               | 12               | 10               | 8                | 6                | 4                | 2                | 1                | –                | –                |

### Superlizenz-Punkte
Der Meister der Serie erhält 12 Punkte für die Superlizenz, der Vizemeister 10, der Dritte 7 Punkte bis zum siebtplatzierten, welcher den letzten verfügbaren Punkt für die Superlizenz erhält.
| Superlizenz-Verteilung | Superlizenz-Verteilung | Superlizenz-Verteilung | Superlizenz-Verteilung | Superlizenz-Verteilung | Superlizenz-Verteilung | Superlizenz-Verteilung | Superlizenz-Verteilung | Superlizenz-Verteilung | Superlizenz-Verteilung | Superlizenz-Verteilung |
| ---------------------- | ---------------------- | ---------------------- | ---------------------- | ---------------------- | ---------------------- | ---------------------- | ---------------------- | ---------------------- | ---------------------- | ---------------------- |
| Platz                  | 1                      | 2                      | 3                      | 4                      | 5                      | 6                      | 7                      | 8                      | 9                      | 10                     |
| Punkte                 | 12                     | 10                     | 7                      | 5                      | 3                      | 2                      | 1                      | 0                      | 0                      | 0                      |

## Technisches Reglement

### Chassis
In der japanischen Formel-4-Meisterschaft wird als Chassis seit 2024 der MCSC-24 von Toray Carbon Magic eingesetzt.
Bis 2023 wurde der Dome F110 verwendet.

### Motor und Getriebe
Als Motor wird seit 2024 der TOM’S 2,0-Liter-TMA43-I4-Saugmotor auf Basis des Toyota M20A-FKS mit etwa 180 PS eingesetzt. Dieser Motor besitzt als Besonderheit, dass er jederzeit mit einem Hybridantrieb versehen werden kann. Als Getriebe wird ein sequentielles Sechsgang-Halbautomatikgetriebe mit Schaltwippen von Toda Racing eingesetzt.
Bis 2023 wurde als Motor ein TOM’S 2,0-Liter-TZR42-I4-Saugmotor auf Basis des Toyotas 3ZR-FE mit etwa 160 PS eingesetzt.

### Reifen
Die Reifen sind von der Sumitomo Rubber Industries und werden unter dem Markennamen Dunlop eingesetzt.

## Bisherige Meister
| Saison | Meister          | Punkte | Zweiter         | Punkte | Dritter         | Punkte | Bestes Team                 | Punkte | Independent Cup   | Punkte            | Quelle |
| ------ | ---------------- | ------ | --------------- | ------ | --------------- | ------ | --------------------------- | ------ | ----------------- | ----------------- | ------ |
| 2015   | Shou Tsuboi      | 209,5  | Tadasuke Makino | 206,5  | Hiroki Ohtsu    | 109,5  | TOM’S Spirit                | 225,5  | Nicht ausgetragen | Nicht ausgetragen | [ 4 ]  |
| 2016   | Ritomo Miyata    | 142,5  | Sena Sakaguchi  | 138,5  | Toshiki Oyu     | 126,5  | Honda Formula Dream Project | 203,5  | Nicht ausgetragen | Nicht ausgetragen | [ 5 ]  |
| 2017   | Ritomo Miyata    | 231,5  | Ukyo Sasahara   | 224,5  | Yuki Tsunoda    | 173,5  | Honda Formula Dream Project | 314,5  | Nicht ausgetragen | Nicht ausgetragen | [ 6 ]  |
| 2018   | Yuki Tsunoda     | 245,5  | Teppei Natori   | 231,5  | Kazuto Kotaka   | 188,5  | Honda Formula Dream Project | 316,5  | Masayuki Ueda     | 207,5             | [ 7 ]  |
| 2019   | Ren Sato         | 311,5  | Atsushi Miyake  | 147,5  | Kohta Kawaai    | 131,5  | Honda Formula Dream Project | 350,5  | Sergeyevich Sato  | 241,5             | [ 8 ]  |
| 2020   | Hibiki Taira     | 270,5  | Reiji Hiraki    | 180,5  | Seita Nonaka    | 123,5  | TGR-DC Racing School        | 273,5  | Sergeyevich Sato  | 225,5             | [ 9 ]  |
| 2021   | Seita Nonaka     | 217,5  | Rin Arakawa     | 213,5  | Iori Kimura     | 191,5  | TGR-DC Racing School        | 285,5  | Hirobon           | 238,5             | [ 10 ] |
| 2022   | Syun Koide       | 279,5  | Yusuke Mitsui   | 246,5  | Rin Arakawa     | 175,5  | Honda Formula Dream Project | 336,5  | Yutaka Toriba     | 306,5             | [ 11 ] |
| 2023   | Rikuto Kobayashi | 221,5  | Jin Nakamura    | 209,5  | Yusuke Mitsui   | 181,5  | TGR-DC Racing School        | 290,5  | Makoto Fujiwara   | 191,5             | [ 12 ] |
| 2024   | Yuto Nomura      | 236,5  | Ryota Horachi   | 167,5  | Kotaro Shimbara | 153,5  | HFDP with B-Max Racing Team | 260,5  | Dragon            | 202,5             | [ 13 ] |